# Rivière Sainte-Anne Ouest
Pour les articles homonymes, voir rivière Sainte-Anne.
La rivière Sainte-Anne Ouest est un affluent du Bras du Nord coulant dans le territoire non organisé de Lac-Blanc et de Lac-Croche, ainsi que dans la ville de Saint-Raymond, dans la municipalité régionale de comté (MRC) de Portneuf, dans la région administrative de la Capitale-Nationale, dans la province de Québec, au Canada.
La rivière Sainte-Anne Ouest est surtout desservie par la route forestière R0320 et le chemin du rang Saguenay lequel passe sur la rive est de la rivière Neilson et du Bras du Nord.
Les principales activités économiques du secteur sont la foresterie et les activités récréotouristiques.
La surface de la rivière Sainte-Anne Ouest (sauf les zones de rapides) est généralement gelée de début décembre à fin mars ; toutefois, la circulation sécuritaire sur la glace se fait généralement de fin décembre à début mars.

## Géographie
La rivière Sainte-Anne Ouest prend sa source à l'embouchure du lac Annette (longueur : 1,4 km ; altitude 626 m). Ce lac est situé sur le versant du sud de la limite de partage des eaux avec le lac Batiscan. Son embouchure est situé à 2,6 km au sud du lac Batiscan, à 25,0 km au nord-ouest de la confluence de la rivière Sainte-Anne Ouest et de la rivière Neilson et à 47,6 km au nord de la confluence du Bras du Nord et de la rivière Sainte-Anne.
À partir de l'embouchure du lac Annette, la rivière Sainte-Anne Ouest coule sur 40,9 km généralement vers le sud entièrement en zone forestière, avec une dénivellation de 427 m.
Le cours de la rivière Sainte-Anne ouest descend selon les segments suivants :
Cours supérieur de la rivière Sainte-Anne Ouest (segment de 15,9 km)
- 2,0 km vers le sud-est en traversant le lac Querré, puis le lac Fairchild (longueur : 2,2 km ; altitude 687 m) sur 1,2 km) jusqu'à son embouchure ;
- 4,0 km vers l'est, notamment en traversant le Lac Le Gardeur (longueur : 3,3 km ; altitude 604 m) sur sa pleine longueur jusqu'à son embouchure ;
- 2,9 km vers le sud dans une vallée encaissée notamment en traversant un lac non identifié (longueur : 0,9 km ; altitude 585 m) sur sa pleine longueur, jusqu'à la décharge (venant de l'est) d'un ensemble de lacs dont le lac Nollet ;
- 0,6 km vers l'ouest en courbant vers le sud, jusqu'à la décharge du Lac Cunningham (venant du nord-ouest) ;
- 6,4 km vers le sud notamment en traversant le lac Pinsart (longueur : 0,8 km ; altitude 534 m), puis en bifurquant vers l'ouest, jusqu'à la décharge (venant du nord-ouest) d'un ensemble de lacs dont Nessa, aux Bleuets, Gorren et Insipide ;

Cours inférieur de la rivière Sainte-Anne Ouest (segment de 25,0 km)
- 2,9 km vers le sud-ouest en recueillant la décharge (venant du nord-ouest) du lac Betty, puis en traversant le lac William (longueur : 1,3 km ; altitude 491 m) sur 0,9 km vers le sud-est jusqu'à son embouchure ;
- 2,2 km vers le sud-est en traversant quelques rapides jusqu'à la décharge (venant de l'est) de deux lacs non identifiés ;
- 2,8 km vers le sud, notamment en traversant le lac Drucilla (longueur : 1,3 km ; altitude 451 m) sur 0,9 km jusqu'à son embouchure ;
- 1,1 km vers l'ouest en formant une courbe vers le nord pour contourner une montagne, jusqu'à un coude de rivière, correspondant à la décharge (venant du nord-ouest) d'un ensemble de lacs ;
- 8,3 km dans une vallée encaissée, d'abord vers le sud-est et bifurquant vers le sud, jusqu'au ruisseau du Crapaud (venant du nord-est) ;
- 1,8 km vers le sud dans une vallée encaissée et en traversant quelques rapides, jusqu'au ruisseau Rouge (venant de l'ouest) ;
- 5,9 km dans une vallée encaissée en traversant quelques rapides, d'abord vers l'est en recueillant la décharge (venant du sud) d'un lac non identifié, courbant vers le sud-est en recueillant la décharge (venant du sud-ouest) d'un ensemble de lacs, et en contournant une île en fin de segment, jusqu'à son embouchure[2].

La rivière Sainte-Anne Ouest se déverse à la confluence de la rivière Neilson ; cette confluence devient la source du Bras du Nord. De là, le courant descend généralement vers le sud en suivant le cours de ce dernier jusqu'à la rive nord-ouest de la rivière Sainte-Anne. À partir de cette dernière confluence, le courant descend sur 76,0 km généralement vers le sud et le sud-ouest en suivant le cours de la rivière Sainte-Anne, jusqu'à la rive nord-ouest du fleuve Saint-Laurent.

## Toponymie
Le toponyme rivière Sainte-Anne Ouest a été officialisé le 5 décembre 1968 à la Banque des noms de lieux de la Commission de toponymie du Québec.